# Jan van Osenbruggen
Johannes (Jan) van Osenbruggen (Opheusden, 6 maart 1951) is een voormalig Nederlands profvoetballer, die twaalf seizoenen lang deel uitmaakte van de selectie van FC Wageningen. 
Van Osenbruggen speelde doorgaans als middenvelder en kwam tot 280 officiële competitiewedstrijden, waarin hij twee keer scoorde. Ondanks zijn kleine postuur stond Van Osenbruggen bekend als een felle speler. In het seizoen 1977-1978 kreeg Van Osenbruggen na een zware overtreding in de wedstrijd tegen FC Den Haag van de KNVB een schorsing van 7 wedstrijden; de tot dan op een na hoogste schorsing ooit in Nederland gegeven.

## Erelijst
- Promotie naar de eredivisie: 1974
- Promotie naar de eredivisie: 1980